# Ernst August Schlinkmeier
Ernst August Schlinkmeier (* 13. Juni 1881 in Wendlinghausen; † 14. April 1970) war ein deutscher Politiker (DNVP; CDU).
Schlinkmeier erlernte den Beruf eines Landwirtes. Er lebte in Wendlinghausen. Als Mitglied der DNVP rückte er Anfang 1930 für den verstorbenen Abgeordneten Gottlieb Johanning in den Landtag Lippe nach, dem er bis 1933 angehörte. Nachdem er aus diesem ausgeschieden war, trat er im Jahr 1933 aus der DNVP aus.
Nach Ende des Zweiten Weltkriegs wurde er Mitglied der CDU, für die er nochmals von 1946 bis 1947 dem ernannten Lippischen Landtag angehörte. Er wurde noch in dem Jahr zum Abgeordneten der zweiten Ernennungsperiode des Landtags von Nordrhein-Westfalen bestimmt, dem er vom 25. Februar 1947 bis zum 19. April 1947 angehörte.
siehe auch: Liste der Mitglieder des ernannten Landtags (Freistaat Lippe)